# Говорит и показывает Москва
«Говорит и показывает Москва» — центральная советская еженедельная газета-телегид, издаваемая Гостелерадио СССР.
Начала выходить с 1 января 1973 года, став преемницей еженедельника «Программы телевидения и радиовещания» (это название было сохранено в качестве подзаголовка).
В газете публиковалась подробная, аннотированная теле- и радиопрограмма на неделю, анонсы передач и культурных событий, интервью с артистами, режиссёрами и другими деятелями искусств. Тираж в 1986 году составил свыше миллиона экземпляров.
Изначально газета выходила тремя выпусками: один — для Москвы и ряда центральных областей, другой — для Поволжья, Урала, Казахстана, Северного Кавказа, республик Средней Азии и Закавказья, третий — для читателей Алтая, Сибири и Дальнего Востока. Позднее количество выпусков было расширено.

## История
Под заставкой газеты указывалось, что она издаётся с 1925 года, то есть ведёт своё начало от еженедельника «Новости радио» — органа акционерного общества «Радиопередача» — первый номер которого вышел 1 февраля 1925 года.
С 1932 года газета называлась «Радиопрограммы».
С 1973 года газета именовалась «Говорит и показывает Москва».
В 1990 году Гостелерадио СССР приняло решение об изменении названия своего издания на «7 дней. Программы телевидения и радиовещания».
C 1 января 1991 года газета стала выходить под названием «Семь дней» (в 1991 году учредителем стала Всесоюзная государственная телерадиовещательная компания, в 1992 году «ТР-Пресса»), с декабря 1995 года стала полноцветным иллюстрированным телегидом.
В 1995 году издание вошло в холдинг «Медиа-Мост», с декабря 2002 года журнал называется — «7 дней ТВ-программа».